# X-ray Eyes
"X-Ray Eyes" är en låt av punkbandet Randy. Den utgör sjätte spår på bandets femte studioalbum Welfare Problems och utgavs också som singel samma år.
Singeln gavs ut i Sverige på CD av Burning Heart Records. Den gavs också ut i Storbritannien på 7" vinylsingel av skivbolaget Must Destroy Music. Denna utgåva var limiterad till 500 exemplar. Låten tog sig in på Trackslistan där den låg tre veckor mellan den 25 oktober och 8 november 2003, som bäst på plats 16.
"X-Ray Eyes" finns med på soundtracket till Ulf Malmros film Smala Sussie.

## Låtlista
Alla låtar är skrivna av Randy.

### CD
1. "X-Ray Eyes" – 3:24
2. "Sell Out" – 2:30
3. "A Little Rock" – 2:45

### 7"
Sida A
1. "X-Ray Eyes" – 3:24

Sida B
1. "Sell Out" – 2:30
2. "A Little Rock" – 2:45